# Campeonato Britânico de Patinação Artística no Gelo de 2017
Campeonato Britânico de Patinação Artística no Gelo de 2017 foi a centésima quinta edição do Campeonato Britânico de Patinação Artística no Gelo, um evento anual de patinação artística no gelo onde os patinadores artísticos competem pelo título de campeão britânico nos níveis sênior, júnior e noviço. A competição foi disputada entre os dias 28 de novembro e 4 de dezembro de 2017, na cidade de Sheffield, Inglaterra.

## Eventos
- Individual masculino
- Individual feminino
- Duplas
- Dança no gelo

## Medalhistas
| Evento                        | Ouro                              | Prata                            | Bronze                              |
| Sênior                        |                                   |                                  |                                     |
| Individual masculino detalhes | Phillip Harris                    | Peter-James Hallam               | Graham Newberry                     |
| Individual feminino detalhes  | Natasha Mckay                     | Karly Robertson                  | Kristen Spours                      |
| Duplas detalhes               | Zoe Jones Christopher Boyadji     | nenhum outro competidor          | nenhum outro competidor             |
| Dança no gelo detalhes        | Penny Coomes Nicholas Buckland    | Lilah Fear Lewis Gibson          | Robynne Tweedale Joseph Buckland    |
| Júnior                        |                                   |                                  |                                     |
| Individual masculino          | Luke Digby                        | Josh Brown                       | Edward Appleby                      |
| Individual feminino           | Kristen Spours                    | Anastasia Vaipan-Law             | Anna Litvinenko                     |
| Duplas                        | Emilia Drury Aidan Brown          | nenhum outro competidor          | nenhum outro competidor             |
| Dança no gelo                 | Sasha Fear George Waddell         | Emily Rose Brown James Hernandez | Natalia Paillu Neves Frank Roselli  |
| Noviço avançado               |                                   |                                  |                                     |
| Individual masculino          | Brandon Bailey                    | Connor Bray                      | Elliot Appleby                      |
| Individual feminino           | Miesha Cooke Smith                | Amy Morris                       | Molly Robotham                      |
| Duplas                        | Esther Carruthers Henry Morley    | nenhum outro competidor          | nenhum outro competidor             |
| Dança no gelo                 | Rebecca Clarke Theodore Alexander | Lucy Hancock Billy Wilson French | Emily Lucine Phillips Jayin Panesar |

## Resultados

### Sênior

#### Individual masculino
| Pos.              | Nome               | Pontos | PC        | PL        |
| ----------------- | ------------------ | ------ | --------- | --------- |
| Medalha de ouro   | Phillip Harris     | 210.37 | 70.56 (1) | 70.15 (1) |
| Medalha de prata  | Peter-James Hallam | 189.18 | 65.32 (2) | 66.20 (2) |
| Medalha de bronze | Graham Newberry    | 175.03 | 64.23 (3) | 51.44 (3) |
| 4                 | Harry Mattick      | 168.38 | 58.54 (4) | 51.02 (4) |

#### Individual feminino
| Pos.              | Nome              | Pontos | PC        | PL        |
| ----------------- | ----------------- | ------ | --------- | --------- |
| Medalha de ouro   | Natasha Mckay     | 152.16 | 54.39 (2) | 97.77 (1) |
| Medalha de prata  | Karly Robertson   | 150.26 | 55.75 (1) | 94.51 (3) |
| Medalha de bronze | Kristen Spours    | 148.68 | 51.18 (4) | 97.50 (2) |
| 4                 | Danielle Harrison | 139.25 | 52.61 (3) | 86.64 (5) |
| 5                 | Nina Povey        | 139.15 | 48.55 (5) | 90.60 (4) |
| 6                 | Katie Powell      | 118.04 | 42.57 (6) | 75.47 (6) |

#### Duplas
| Pos.            | Nome                            | Pontos | PC        | PL        |
| --------------- | ------------------------------- | ------ | --------- | --------- |
| Medalha de ouro | Zoe Jones / Christopher Boyadji | 143.61 | 53.18 (1) | 90.43 (1) |

#### Dança no gelo
| Pos.              | Nome                                  | Pontos | PC        | PL         |
| ----------------- | ------------------------------------- | ------ | --------- | ---------- |
| Medalha de ouro   | Penny Coomes / Nicholas Buckland      | 185.05 | 75.15 (1) | 109.90 (1) |
| Medalha de prata  | Lilah Fear / Lewis Gibson             | 167.26 | 60.39 (2) | 106.87 (2) |
| Medalha de bronze | Robynne Tweedale / Joseph Buckland    | 152.88 | 56.48 (3) | 96.40 (3)  |
| 4                 | Olivia Dufour / Luke Russell          | 116.60 | 42.04 (4) | 74.56 (4)  |
| 5                 | Jessica Marjot / Aleksandr Jemeljanov | 99.58  | 39.15 (5) | 60.43 (5)  |